# Taenaris wahnesi
Taenaris wahnesi är en fjärilsart som beskrevs av Heller 1894. Taenaris wahnesi ingår i släktet Taenaris och familjen praktfjärilar. Inga underarter finns listade i Catalogue of Life.